# Madison County (Mississippi)
 For alternative betydninger, se Madison County. (Se også artikler, som begynder med Madison County)
Madison County er et county i den amerikanske delstat Mississippi.
32°38′N 90°02′V / 32.63°N 90.03°V